# Вежбна (Опольське воєводство)
Вежбна (пол. Wierzbna, нім. Würben) — село в Польщі, у гміні Ґродкув Бжезького повіту Опольського воєводства.
Населення — 165 осіб (2011).
У 1975-1998 роках село належало до Опольського воєводства.

## Демографія
Демографічна структура станом на 31 березня 2011 року:
|          | Загалом | Допрацездатний вік | Працездатний вік | Постпрацездатний вік |
| -------- | ------- | ------------------ | ---------------- | -------------------- |
| Чоловіки | 82      | 25                 | 53               | 4                    |
| Жінки    | 83      | 16                 | 50               | 17                   |
| Разом    | 165     | 41                 | 103              | 21                   |